# Келлер, Дитмар
Дитмар Ке́ллер (нем. Dietmar Keller; род. 17 марта 1942, Хемниц) — политик ГДР, член СЕПГ, впоследствии ПДС. В 1989—1990 годах занимал должность министра культуры ГДР, в 1990—1994 годах являлся депутатом бундестага.

## Биография
Сын механика Дитмар Келлер в 1962—1966 годах обучался в Лейпцигском университете и получил диплом преподавателя марксизма-ленинизма. До 1970 года работал в университете на должности ассистента.
В 1963 году вступил в Социалистическую единую партию Германии. В 1970—1977 годах работал в должности секретаря по науке и культуре в парткоме СЕПГ Лейпцигского университета, затем до 1984 года — секретарём по науке, народному образованию и культуре окружного комитета СЕПГ по Лейпцигу. В 1982—1983 годах обучался в Академии общественных наук при ЦК КПСС в Москве.
В 1984—1988 годах Келлер занимал должность заместителя министра культуры, в 1988—1989 годах — статс-секретаря министерства культуры ГДР, а с ноября 1989 по март 1990 года — министра культуры ГДР в правительстве Модрова. Затем до октября 1990 года являлся депутатом Народной палаты ГДР от ПДС, а в 1990—1994 годах избирался в бундестаг. В 2002 году покинул ПДС.
В 1980—1995 годах Келлер состоял во втором браке с артисткой кабаре Гизелой Эхельхойзер, затем был женат на политике Марлис Денеке.

## Труды
- Lebendige Demokratie. Berlin 1971.
- Minister auf Abruf. Berlin 1990.
- In den Mühlen der Ebene: Unzeitgemäße Erinnerungen. Berlin 2011.